# Marc Balleroy
Pas d'image ? Cliquez ici

a Compétitions nationales et continentales officielles uniquement.

b Matchs officiels uniquement.
Marc Balleroy, né le 8 juin 1960, est un joueur français de rugby à XIII au poste d'arrière.

## Carrière en Rugby à XIII

### Club
- US Villeneuve
- SO Avignon

### Équipe de France
- International (1 sélection) 1991, opposé à:
  - Papouasie.Nlle Guinée